# Morenot
El morenot, morena negra o morena de cap fosc (Gymnothorax unicolor) és una espècie de peix de la família dels murènids i de l'ordre dels anguil·liformes.

## Morfologia
- Els mascles poden assolir els 100 cm de longitud total, tot i que la llargada generalment és de 60 a 80 cm.[1]
- La forma del cos és semblant a la de la morena, però el dors és una mica més elevat.
- El musell és comprimit i molt més baix que la resta del cap, que s'alça fortament per darrere el nivell dels ulls.
- Els ulls són petits i estan situats vers la vertical de la part central de la mandíbula.
- Les dents còniques, fortes i punxegudes, són una mica més curtes que les de la morena: a la part anterior de la maxil·la i la mandíbula estan disposades en diverses files, en dues files a les rames maxil·lars i en una sola fila a les rames mandibulars.
- Les obertures branquials són petites i en forma d'una fenedura longitudinal.
- L'aleta dorsal es troba per davant les obertures branquials: cap a la part anterior és força gruixuda i cap enrere s'aprima progressivament fins a esdevenir gairebé membranosa a la regió caudal, on conflueix amb la caudal que és triangular, petita i indistinta.
- L'aleta anal és molt més baixa que la dorsal i, com aquesta, també conflueix amb la caudal.
- El cos és de color bru vermellenc fosc uniforme, més fosc sobre el cap i la punta de la mandíbula. A la part posterior del cap hi ha, normalment, una faixa de color clar que passa just per darrere la comissura bucal. Les aletes dorsal i anal presenten una orla prima, però ben evident, de color blanc o groc.[2]

## Hàbitat
Viu en els mateixos tipus de fons que la morena, però és molt menys freqüent que aquesta.

## Distribució geogràfica
Es troba des del sud del Portugal continental fins a Cap Verd, les Açores, Madeira i les Illes Canàries. També és present a la mar Mediterrània.